# 김경민 (희극인)
김경민(1968년 1월 5일 ~ )은 대한민국의 개그맨 겸 MC로 그는 대한민국 해군 사병으로 복무하였다.

## 생애
대원고등학교, 동양공업전문대학을 졸업했고, 1992년 SBS 공채 1기 개그맨으로 데뷔했다. 대표작은 SBS 호기심 천국과 라인업이다. 2003년에 결혼하여 슬하에 아들과 딸이 한 명씩 있다.

## 출연작
- 이경규 김용만의 라인업 (SBS)
- 퀴즈! 육감대결 (SBS)